# Front démocratique uni (Malawi)
Pour les articles homonymes, voir Front démocratique uni et FDU.

Logo du parti.

Le Front démocratique uni ou FDU (United Democratic Front, UDF) est un parti politique libéral du Malawi, membre de l'Internationale libérale et du Réseau libéral africain.